# پاراگلایدر در بازی‌های آسیایی ۲۰۱۸
```
۲۰۲۲
```

پاراگلایدر نام یکی از رشته های ورزشهای هوایی است که برای اولین بار در تاريخ برگزاری بازیهای آسیایی به رشته های ورزشی  بازی‌های آسیایی ۲۰۱۸ اضافه شد که از ۲۰ تا ۲۹ اوت ۲۰۱۸ برگزار شد.
تیم ملی پاراگلایدر ایران با ۳ ورزشکار در این رویداد شرکت کرد.
سرمربي :محمد رازقی
ورزشکاران : حسین عباسقلی زاده، محمود شیرازی نیا ، علیرضا عمیدی
این مسابقات در دو بخش مردان و زنان در گونونگ ماس، جاکارتا، اندونزی انجام شده‌است.

## مدال‌آوران

### مردان
| رویداد           | طلا                       | نقره                       | برنز                     |
| ---------------- | ------------------------- | -------------------------- | ------------------------ |
| دقت انفرادی      | Jafro Megawanto · اندونزی | Jirasak Witeetham · تایلند | Lee Chul-soo · کره جنوبی |
| دقت تیمی         | اندونزی                   | کره جنوبی                  | تایلند                   |
| کراس کانتری تیمی | ژاپن                      | نپال                       | اندونزی                  |

### زنان
| رویداد           | طلا                        | نقره                     | برنز                     |
| ---------------- | -------------------------- | ------------------------ | ------------------------ |
| دقت انفرادی      | Nunnapat Phuchong · تایلند | Lee Da-gyeom · کره جنوبی | Rika Wijayanti · اندونزی |
| دقت تیمی         | تایلند                     | اندونزی                  | کره جنوبی                |
| کراس کانتری تیمی | کره جنوبی                  | ژاپن                     | اندونزی                  |

## جدول مدال‌ها
| رتبه  | کشور      | طلا | نقره | برنز | مجموع |
| 1     | اندونزی   | ۲   | ۱    | ۳    | ۶     |
| 2     | تایلند    | ۲   | ۱    | ۱    | ۴     |
| 3     | کره جنوبی | ۱   | ۲    | ۲    | ۵     |
| 4     | ژاپن      | ۱   | ۱    | ۰    | ۲     |
| 5     | نپال      | ۰   | ۱    | ۰    | ۱     |
| مجموع | مجموع     | ۶   | ۶    | ۶    | ۱۸    |